# Halové mistrovství Československa v atletice 1985
Halové mistrovství Československa v atletice 1985 se konalo v Jablonci nad Nisou ve dnech 9. a 10. února 1985.

## Medailisté

### Muži
| Soutěž        | Zlato                  | Stříbro                  | Bronz                    |
| 60 m          | František Ptáčník 6.73 | Josef Lomický 6.79       | Luboš Chochlík 6.84      |
| 200 m         | Milan Bělošek 21.82    | Josef Lomický 21.85      | Luboš Chochlík 22.17     |
| 400 m         | Pavel Hýsek 47.89      | Stanislav Návesňák 47.92 | Petr Mareš 48.66         |
| 800 m         | Luboš Šubrt 1:51.32    | Jaromír Žatečka 1:51.46  | Henrich Keleneyi 1:51.70 |
| 1500 m        | Ivan Adámek 3:45.54    | Peter Klimeš 3:45.72     | Jiří Ernst 3:46.35       |
| 3000 m        | Ivan Uvizl 8:09.91     | Pavol Klimeš 8:12.78     | Pavel Michálek 8:14.23   |
| 60 m př.      | Jiří Hudec 7.80        | Jan Těšitel 8.01         | Petr Marinčič 8.05       |
| Skok do výšky | Ján Zvara 230          | Karel Švestka 223        | Milan Machotka 223       |
| Skok o tyči   | František Jansa 530    | Zdeněk Lubenský 520      | Pavel Sluka 510          |
| Skok daleký   | Jan Leitner 780        | Pavol Malina 749         | Róbert Széli 738         |
| Trojskok      | Ivan Slanař 16.41      | Ivo Bilík 16.11          | Oldřich Krmela 16.02     |
| Vrh koulí     | Remigius Machura 21.77 | Richard Navara 19.76     | Vladimír Lindovský 17.09 |

### Ženy
| Soutěž        | Zlato                            | Stříbro                     | Bronz                             |
| 60 m          | Eva Murková 7.21                 | Naděžda Bónová 7.46         | Helena Syrůčková 7.50             |
| 200 m         | Emília Daníšková 24.35           | Naděžda Bónová 24.45        | Jana Niková 25.00                 |
| 400 m         | Alena Bulířová 52.79             | Zuzana Votrubová 55.26      | Martina Raabová 55.44             |
| 800 m         | Zuzana Moravčíková 2:06.08       | Gabriela Sedláková 2:07.08  | Jiřina Ptáčníková-Kročová 2:08.36 |
| 1500 m        | Ivana Walterová-Kleinová 4:16.82 | Ľudmila Melicherová 4:27.23 | Monika Hamhalterová 4:41.65       |
| 3000 m        | Ľudmila Melicherová 9:42.19      | Mária Palikovská 10:23.71   | Anna Kirnová 10:28.48             |
| 60 m př.      | Jitka Tesárková 8.09             | Iveta Tesařová 8.52         | Ivana Tebichová 8.65              |
| Skok do výšky | Jana Brenkusová 183              | Věra Skotnická 180          | Zdena Boukalová 175               |
| Skok daleký   | Eva Murková 683                  | Ludmila Jimramovská 651     | Jarmila Strejčková 639            |
| Vrh koulí     | Helena Fibingerová 21.47         | Soňa Vašíčková 16.26        | Iveta Kudrnová 14.68              |